# John McGurk
John Alexander McGurk, MBE (* 21. Februar 1961 in Glasgow) ist ein schottischer Papiertechnologe und Extremsportler, der in Deutschland lebt und sich für Kinderhilfsprojekte engagiert.

## Leben
McGurk wuchs in Glasgow in Armut auf. Sein Vater war gegen die Mutter gewalttätig, sodass diese ihn und ihre acht Kinder verließ. Mit 9 Jahren kam McGurk in ein Kinderheim, in dem ein Aufseher ihn jahrelang misshandelte.
Mit der Britischen Rheinarmee kam McGurk Anfang der 1980er Jahre zur Garnison Osnabrück. Nach dem Ende seines Militärdienstes 1986 blieb er als Papiermacher in Osnabrück.
Als McGurk Ende der 1980er Jahre von dem Massensterben im Sudan erfuhr, beschloss er, lange Strecken zu laufen, um Geld für notleidende Kinder zu sammeln. Um auf sich aufmerksam zu machen, absolvierte McGurk die Läufe mit seinem traditionellen schottischen Kilt. McGurk ist einer der Hauptorganisatoren des Friedenslaufs von Osnabrück nach Münster, dessen Erlös im Jahr 2012 der Stiftung UNESCO – Bildung für Kinder in Not zugekommen ist. Unterstützt wird John McGurk von dem im Jahr 2008 gegründeten Verein „Sportler 4 a childrens world e. V.“, dessen Erster Vorsitzender er ist.
Seit 1993 ist er Mitglied von UNICEF und World Vision Deutschland. Er ist Regionalbotschafter für terre des hommes Deutschland e. V. und seit 2018 Botschafter für das Programm The Duke of Edinburgh’s International Award – Germany. 2019 veröffentlichte McGurk seine Autobiografie „Aufstehen, Kilt richten, weiterkämpfen. Wie das Drama meiner Kindheit zur Berufung meines Lebens wurde“.
McGurk ist verheiratet und Vater dreier Kinder und lebt in Lotte bei Osnabrück. Er arbeitete in der Papierfabrik Kämmerer, ehe er 2020 vollzeittätiger Mitarbeiter für die Bereiche Sponsoring und Fundraising bei der Zoo Osnabrück gGmbH wurde.

## Projekte (Auswahl)
John McGurk führt Projekte allein und zusammen mit seinem Verein Sportler 4 a childrens world durch.
- 2023: 5 childrens charity awards Gala[13]
- 2023: 21. Run and Walk for Help und Weihnachtswunsch-Aktion für Die Arche.
- 2023: 1400 km Friedenslauf, Kranzniederlegung in KZ Sachsenhausen / Berlin, Auschwitz / Poland, Majdanek / Poland und Treblinka / Poland. Ein Zeichen gegen Rassismus und Antisemitismus. Zieleinlauf: Arche Warschau. Übergabe einer Friedensbotschaft an die Ukrainische Botschaft.
- 2023: 9. Zoo-Charity-Lauf: 686 Menschen aus der Region für Kinderprojekte.
- 2023: 15 Jahre Sportler 4 a childrens world e.V.
- 2020: 4 childrens Awards Gala
- 2022: Für den Frieden in der Ukraine von Osnabrück nach Köln.
- 2022: Benefizprojekt 2021/22 mit bewegendem Abschluss in Irland und Schottland.
- 2021: 12. s4acw-Friedenslauf
- 2021: s4acw bringt Kreuze nach Irland
- 2020: 3 childrens Awards Gala
- 2020: Eine Arche in Osnabrück[14]
- 2020: Benefizprojekt 2021/22 – Die Würde des Menschen ist unantastbar nach Ireland.
- 2019: 2 childrens Awards Gala
- 2019: Benefizlauf 2018/19 – Quer durch Deutschland für SOS-Kinderdörfer weltweit.
- 2018: 1 childrens charity awards Gala von Eine Zukunft für Kinder.
- 2018: 750 km charity and solidarity run vom Rathaus Osnabrück durch fünf Länder nach London zugunsten von SOS-Kinderdorf  weltweit
- 2017: A chance 4 children für terre des hommes
- 2016: 1000 km 1in3 charity run von Osnabrück bis Glasgow
- 2015: 2140 km: Deutschlands längster Benefizlauf gegen Kinderarmut in Deutschland, zugunsten von Die Arche.
- 2014: 500 km von Osnabrück zum Flughafen Frankfurt, Flug nach São Paulo zur Übergabe einer Spende an den Fußballspieler Cafu zugunsten von terre des hommes (zweiter Teil eines zweijährigen Projekts)
- 2013: 535 km Osnabrück – Sylt für Straßenkinder in Brasilien, Kooperation mit der Stiftung des Fußballspielers Cafu in São Paulo (erster Teil eines zweijährigen Projekts)
- 2012: 1200-km-Benefizlauf für eine Arche in Warschau
- 2010: 800-km-Benefizlauf nach Südafrika für AIDS-Waisen in Südafrika (gemeinsame Aktion mit terre des hommes Deutschland)
- 2009: Gegen Kinderarmut in Deutschland, 600-km-Benefizlauf vom Flughafen Münster/Osnabrück über den Flughafen Hannover zum Flughafen Berlin Brandenburg
- 2008: Friedenslauf, 1000 km von Osnabrück über Straßburg (F), Basel (CH) für den Nahen Osten zugunsten des Meshi Center[15] in Jerusalem (Aktion: Ein Herz für Kinder)
- 2007: G8-Lauf von Osnabrück nach Rostock für an AIDS erkrankte Kinder in Afrika (World Vision Deutschland)[16][17]
- 2006: Sauerlandmarathon zugunsten der Aktion „Delphintherapie für Fabian“
- 2005: Tsunami-Lauf von Osnabrück nach Hannover für Opfer (Kinder) der Tsunamikatastrophe im Dezember 2004 (Ein Herz für Kinder)
- 2004: Frankfurt-Marathon für einen Kindergarten in Kabul (Ein Herz für Kinder)
- 2003: Berlin-Marathon für Kinder in Beslan (medizinische und psychologische Betreuung – Ein Herz für Kinder)
- 2002: Sauerlandmarathon für den an der seltenen Stoffwechselstörung MLD erkrankten Nils (private Aktion in Osnabrück)
- 2001: Patenschaft für das Mädchen Alekela in Malawi übernommen (World Vision)
- 2000: Zur Jahrtausendwende: Tombola und Spendenaktion der Firma Ahlstrom, Osnabrück, für Ex-Kindersoldaten in Sierra Leone initiiert (UNICEF)
- 1997: Kämmerer Lauftreff in Büren organisiert für kriegstraumatisierte Kinder des Bosnienkrieges (UNICEF)
- 1995: Kämmerer Christmas Tombola. BR.
- 1993: Unicef Mitglied.
- 1992: Spenden an diversen Tafeln.

## Ehrungen und Auszeichnungen
Für die Organisation eines 500-km-Charity-Laufs, dessen Erlös Waisenkindern in Äthiopien zugutekam, wurde er 2007 mit dem Deutschen Kinderpreis in der Kategorie Publikumspreis ausgezeichnet.
Die Stadt Osnabrück verlieh John McGurk für sein Engagement für notleidende Kinder am 16. Oktober 2012 die Bürgermedaille. In der Begründung heißt es: „Die Auszeichnung erfolgt in Anerkennung seines langjährigen ehrenamtlichen Einsatzes zugunsten benachteiligter Kinder und Jugendlicher, u. a. als 1. Vorsitzender des Vereins Sportler 4 a children’s world e.V.“
Am 17. Dezember 2013 wurde John McGurk in seinem Wohnort Lotte von Bürgermeister Rainer Lammers mit dem Bundesverdienstkreuz am Bande geehrt, „für außerordentliche Verdienste für in- und ausländische Kinder“, die er im Laufe von 25 Jahren erworben habe, wie es in der Laudatio heißt.
Weitere Ehrungen
- Bürgermedaille für John McGurk. Die Stadt Osnabrück würdigt John McGurks Engagement für notleidende Kinder auf besondere Art(2012)
- Bundesverdienstkreuz für John McGurk (2013)
- John McGurk zum ersten Regionalbotschafter von terre des hommes ernannt (2016)
- Prinz Edward ernennt John zum Botschafter des Programms The Duke of Edinburgh´s Award (2017)
- The Lord Provost’s Award, City of Glasgow (2017)
- Honorary Membership der schottischen Organisation Children 1st (2017)
- Privataudienz bei Papst Franziskus in Rom (2017)
- Grünkohlkönig der 67. Osnabrücker Mahlzeit (2020)[22]